# Hydroptila tigurina
Hydroptila tigurina är en nattsländeart som beskrevs av Friedrich Ris 1894. Hydroptila tigurina ingår i släktet Hydroptila och familjen smånattsländor. Inga underarter finns listade i Catalogue of Life.